# Negasso Gidada
Negasso Gidada Solon (Dembidolo, 1943. szeptember 8. – Frankfurt am Main, 2019. április 27.) etióp politikus. Etiópia elnöke volt 1995 és 2001 között.

## Élete
1943 májusában született a ma Oromia szövetségi államban fekvő Dembidolo városkában. Apja a helyi protestáns egyház egyik vezetője volt. Doktori fokozatát társadalomtörténetből szerezte a frankfurti Goethe Egyetemen, ahol megismerkedett későbbi feleségével, Regina Abelt ápolónővel.

## Politikai pályája
Az etióp forradalom győzelme után alakult Ideiglenes Kormányban az információs miniszteri tárcát kapta meg, egyúttal a kormánypártba, az Etióp Népi Forradalmi Demokrata Frontba tartozó Oromo Népi Demokrata Szervezet Központi Bizottságának tagja is volt. 1995. augusztus 22 és 2001. október 8. között Etiópia elnöke volt, de mandátumának lejárta előtt, 2001. június 22-én kizárták mindkét politikai szervezetből.
A 2005-ös választásokon Mirab Welega zóna független képviselőjeként bejutott a Képviselőházba.
2008 júliusában több ellenzéki pártból új koalíciós csoportot alakított Fórum a Demokratikus Párbeszédért néven.
2009 novemberében csatlakozott a Fórum egyik pártjához, az Egység a Demokráciáért és Igazságért Párthoz.

## Fordítás
- Ez a szócikk részben vagy egészben  a   Negasso Gidada című angol Wikipédia-szócikk fordításán alapul.  Az eredeti cikk szerkesztőit annak laptörténete sorolja fel. Ez a jelzés csupán a megfogalmazás eredetét és a szerzői jogokat jelzi, nem szolgál a cikkben szereplő információk forrásmegjelöléseként.